# Morez
Morez – miejscowość i dawna gmina we Francji, w regionie Burgundia-Franche-Comté, w departamencie Jura. W 2013 roku jej populacja wynosiła 5218 mieszkańców.
W dniu 1 stycznia 2016 roku z połączenia trzech ówczesnych gmin – Lézat, Morez oraz La Mouille – utworzono nową gminę Hauts de Bienne. Siedzibą gminy została miejscowość Morez.

## Położenie
Leży w górach Jura, w głębokiej i ciasnej dolinie rzeki Bienne, tuż powyżej miejsca w którym uchodzi do niej jej prawobrzeżny dopływ Évalude i zaczyna się jej długi na 25 km odcinek przełomowy zwany Gorges de la Bienne.

## Komunikacja
Pomimo usytuowania w trudno dostępnej dolinie górskiej miejscowość posiada korzystne warunki komunikacyjne. Biegnie przez nią droga N5, stanowiąca historyczne połączenie Paryża z Genewą. Przez miejscowość przechodzi linia kolejowa Andelot-en-Montagne - La Cluse, umożliwiająca połączenia do Paryża, Lyonu i Genewy - słynne są jej efektowne wiadukty. Dworzec w Morez jest dworcem ślepym (nawrotowym). W latach 1921–1958 posiadał on połączenie linią wąskotorową (metryczną) Nyon-Saint-Cergue-Morez (NStCM) z miastem Nyon w Szwajcarii.